# Анзен (Германия)
Анзен (нем. Ahnsen) — община в Германии, в земле Нижняя Саксония.
Входит в состав района Шаумбург. Подчиняется управлению Замтгемайнде Айльзен. Население составляет 1160 человек (на 31 декабря 2010 года). Занимает площадь 3,43 км².
| Год  | Население |
| ---- | --------- |
| 1990 | 1089      |
| 1995 | 1131      |
| 2000 | 1155      |
| 2005 | 1186      |
| 2010 | 1164      |